# Fiesta de las Peñas
La Fiesta de la Virgen del Rosario de las Peñas es una celebración popular religiosa realizada en el mes de octubre y diciembre en el santuario de las Peñas, quebrada de Livilcar, comuna de Arica, en la Región de Arica y Parinacota, Chile. Se calcula que, al menos, cincuenta mil personas peregrinan al Santuario de las Peñas cada año, la gran mayoría para cumplir sus mandas. Es conocida tanto a nivel nacional como internacional por ser una de las rutas de peregrinaje más extremas del mundo. Su complicada ruta va desde cruzar el río a través de estrechos puentes de madera, a caminar por las angostas quebradas de Livílcar, entre otras. La ruta de peregrinaje es también una ruta arqueológica.

## Historia
El origen del santuario se pierde en la nebulosa del tiempo, no obstante, se supone que este tradicional lugar de devoción popular tendría casi doscientos años. Algunas versiones señalan que en 1700 ya había santuario, lo cierto es que a partir 1840 ya existen referencias oficiales. La iglesia data de 1910.
A principios del siglo XX, hacia 1905, cuando los capellanes militares chilenos asumen parte de la tarea de crear sentimientos de chilenidad en la región en vísperas de un plebiscito, se prohibió su celebración bajo el pretexto de que la patrona del Ejército de Chile era la Virgen del Carmen.

### Leyendas
Existen varias leyendas referentes al origen del culto a la Virgen de las Peñas en Livílcar, sin embargo, no existen registros escritos de algunas de estas. Según la Tradición, la historia se fija muchos antes del año 1700, entre los años 1546 y 1600, cuando los dominicos ya habían llegado al Alto Perú con la advocación de la Virgen del Rosario.
Una de las leyendas del santuario, tal como aparece en un libro escrito por un sacerdote, establece que, en 1642, un arriero que estaba cruzando el río con su tropilla de mulas para dirigirse a una planicie sombreada por altos eucaliptos —los cuales habían sido introducidos por los españoles en la zona—, escuchó los gritos desesperados de una muchacha. Se trataba de una pastorcilla que era asediada por una serpiente de gran tamaño. El arriero, apresurándose a ir en socorro de la niña, imploró la ayuda de la Virgen María, pidiéndole su protección. Una voz le contestó desde la pared del valle, diciéndole que no tuviera temor alguno. No comprendió de dónde se le hablaba, pero un rayo iluminó fuertemente el lugar, salvando a la pastorcilla. En el mismo sitio, el arriero pudo apreciar la aparición de la sagrada imagen de la Virgen, petrificada en la pared del barranco.

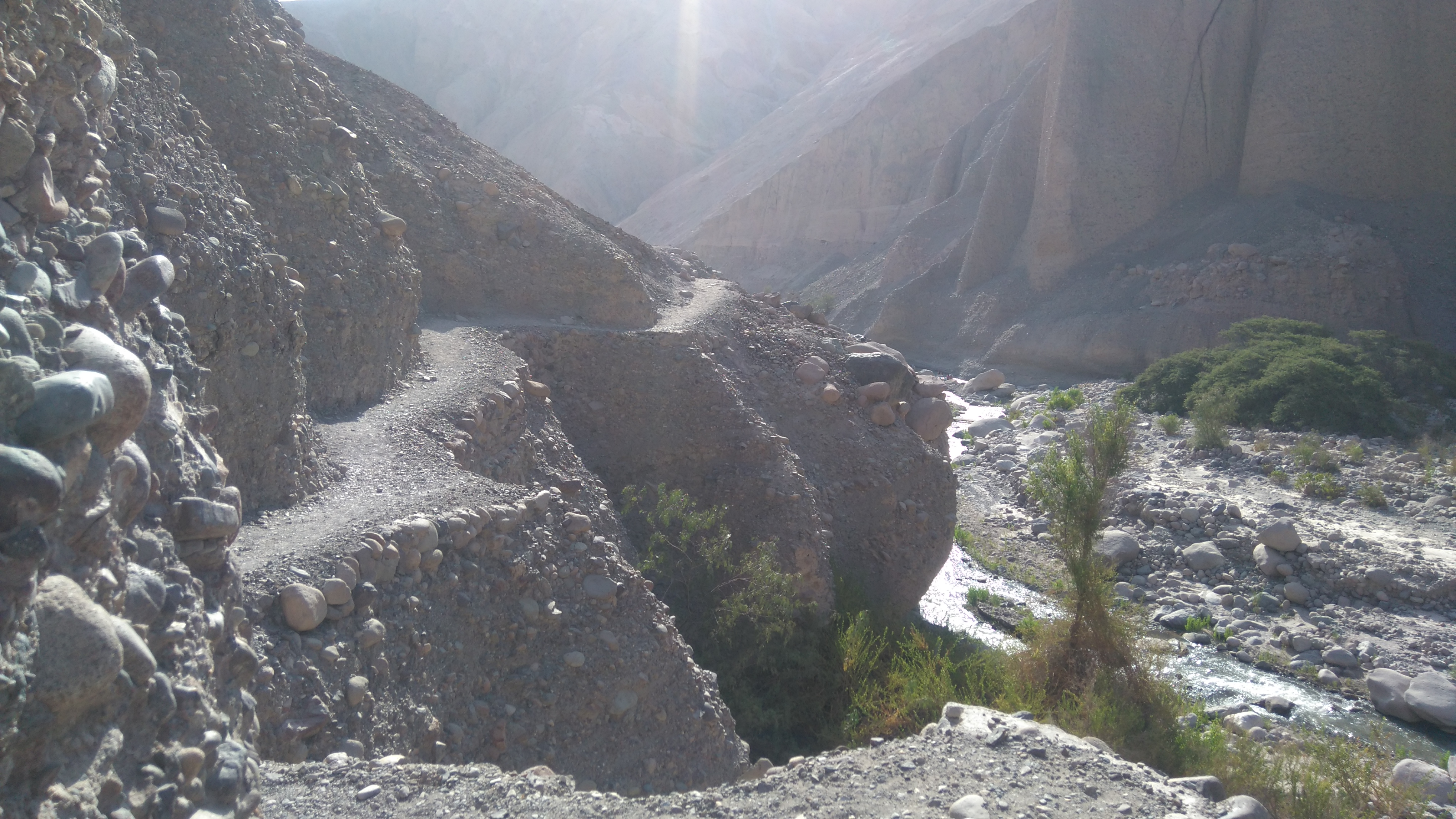
Camino al Santuario por la quebrada del valle

No obstante, la leyenda más popular cuenta que en un pequeño pueblo de Carangas (Altiplano boliviano, próximo con Arica) se celebraba la fiesta de la Virgen del Rosario. El alférez, que estaba a cargo de ella y la costeaba, era pobre, pero cumplió con sus obligaciones tan bien como se lo permitían sus recursos. No obstante, un rico se mofó de su pobreza y se ofreció para desempeñar el cargo de alférez al año siguiente. Así se hizo, y resultó una fiesta en la que se disponía pródigamente de todo: de bebidas, meriendas, fuegos artificiales, iluminaciones, en fin, donde nada faltaba. Y el rico volvió a vanagloriarse ante el pobre, destacando sus méritos. Ostensiblemente, tal actitud disgustó a la Virgen, pues en la Iglesia, arreglada con muchas flores y velas, se produjo un incendio, y su sagrada imagen desapareció.
Unos pastores que llegaban atrasados a la fiesta, se encontraron en el camino al pueblo con una señora desconocida. Le preguntaron por qué se alejaba con tanta premura de Carangas, si se estaba celebrando una fiesta tan linda. Ella respondió con tristeza: "Voy a otro lugar, donde he de ser venerada en forma más digna’’. Y de pronto, se transformó en una paloma que se alejó rápidamente con rumbo al noroeste, hacia Arica.

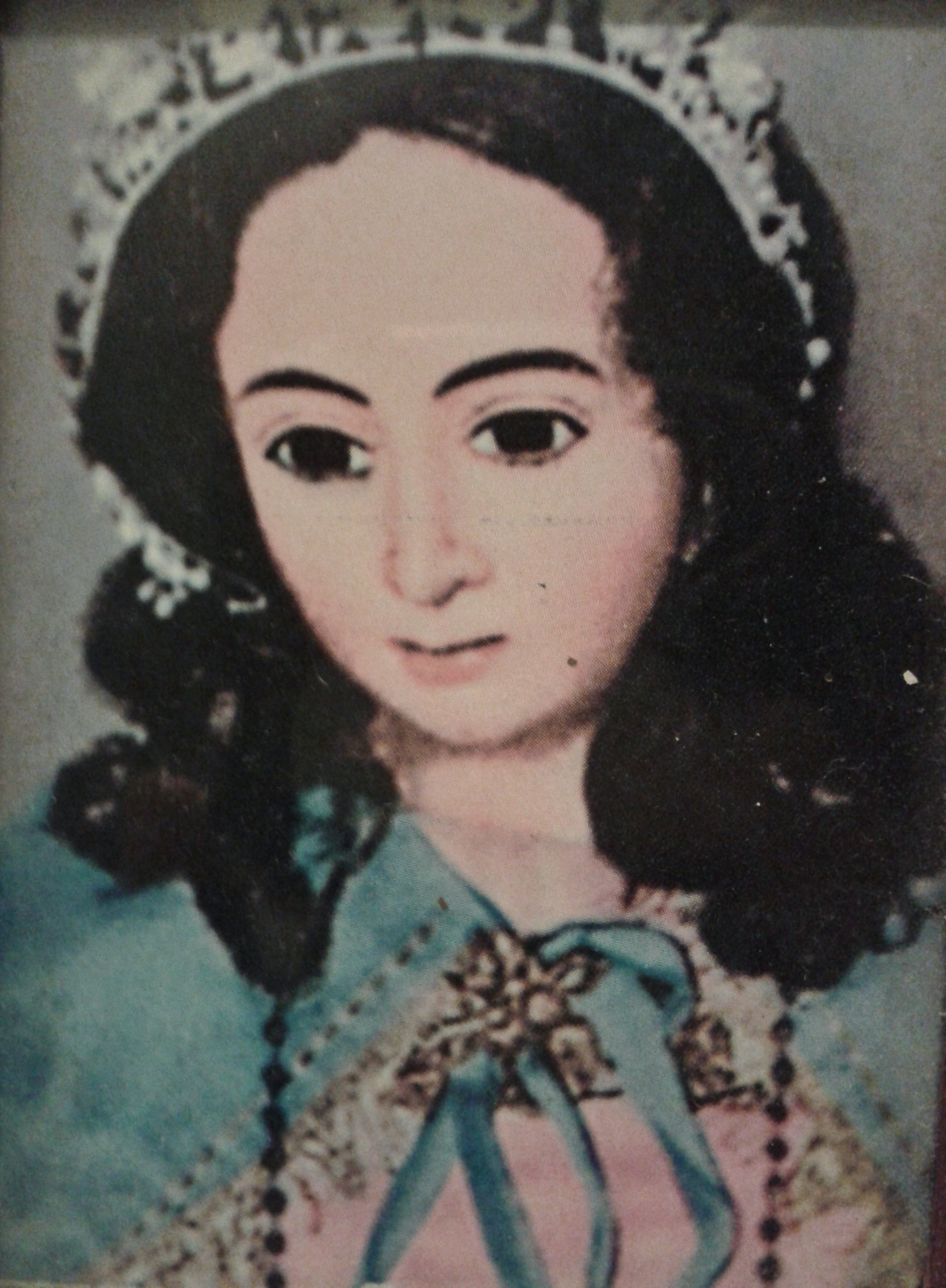
Nuestra Señora del Rosario de las Peñas de Livílcar

Había en aquel tiempo en Humagata —pueblo ahora abandonado, a poca distancia del Santuario de Las Peñas, situado en la misma quebrada—, un gobernador de mal corazón y descreído. Cuando su esposa enfermó, en vez de pedir auxilio a la Virgen, se dirigió a un curandero, pero éste no le salvó la vida, pues pronto falleció. El gobernador acusó al curandero de ser brujo y lo condenó a morir quemado en una hoguera, obligándolo a recoger él mismo la leña para su suplicio.
Así llegó llorando frente a las rocas de Livílcar y vio llegar una paloma blanca, que se posó a descansar contra la peña. Llamó la atención del curandero, porque era muy bonita, y quiso tomarla para llevársela al gobernador en símbolo de compasión. Pero justo en ese momento desapareció, y en la roca quedó tallada la imagen de la Virgen. El curandero se asustó mucho y corrió a ver al gobernador, contándole lo que le había pasado. Este no quiso creerle, pero después dijo: "Si mientes, te voy a quemar vivo allá mismo". Al llegar al lugar, el gobernador comprobó que era así. Reconoció que el curandero no era brujo y lo perdonó.
La noticia se propagó primero en Humagata y después llegó a oídos de los Padres Franciscanos de Codpa. Los Padres fueron al sitio y quisieron sacar la figura de la Virgen con cinceles en la roca para colocarla en un paraje más accesible, pero les fue imposible penetrar en la dura roca, que resistió a todos sus empeños.
Fatigado por los esfuerzos del día, el cura que dirigía los trabajos experimentó agudísimos dolores en la noche, que le impidieron conciliar el sueño. Y mientras velaba, una voz le susurró misteriosamente al oído: ‘‘¿Sufres mucho? Yo también siento en el alma los golpes que ustedes me dan. No quiero abandonar este lugar. Quienes deseen venerarme, deben hacer grandes sacrificios’’. Al día siguiente, el cura ordenó suspender las labores y estableció que la gente fuese a venerar a la Virgen allá mismo, en Las Peñas.

## Virgen de las Peñas
La imagen de la Virgen de las Peñas se encuentra tallada en la roca, mide más de medio metro y, como esta en sobre relieve, se le puede vestir sin dificultad. Se afirma que la imagen cada año crece un centímetro y que inicialmente fue del tamaño de una paloma. Para confirmar esta aseveración se dice que existen los ropajes con que se le vestía, algunos son del siglo pasado y estos no medirían más de 20 centímetros.

## Celebración

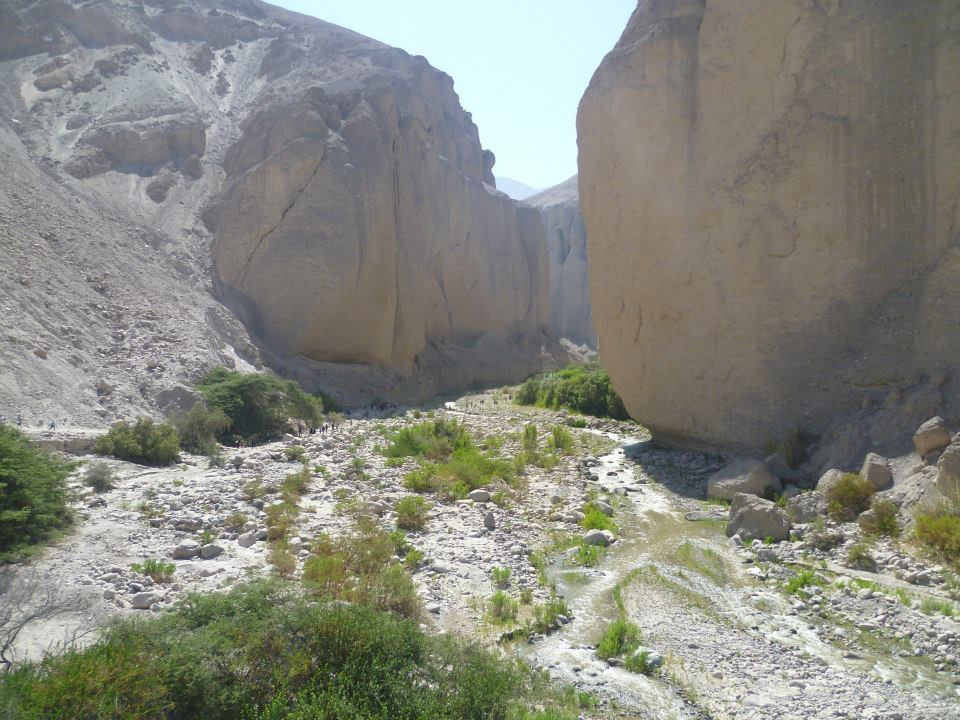
Los cerros de Livílcar

La fiesta de la Virgen de las Peñas se celebra el primer domingo de octubre y el 8 de diciembre de cada año durante 3 días; ambas fechas son llamadas Fiesta Grande y Fiesta Chica respectivamente.
Miles de personas se trasladan a Livílcar desde Arica, Iquique, Bolivia y Perú en ambas fechas, especialmente en la primera ya que es la mayor. Como esta festividad comenzó cuando Arica era parte del Perú, no es de extrañar que una gran parte de los devotos sean de esa nacionalidad.

### Ruta de Peregrinación
A unos 95 kilómetros hacia el interior de Arica, y a más de 1.200 metros de altura, junto al río San José, en la quebrada de Livílcar, se encuentra el Santuario de Nuestra Señora del Rosario de las Peñas. Año tras año, los peregrinos van hasta sus puertas para darle gracias a la Virgen de las Peñas por los favores concedidos o para pedirle algún favor, prometiendo volver para pagar con la dura prueba de resistencia física y moral que la peregrinación significa.

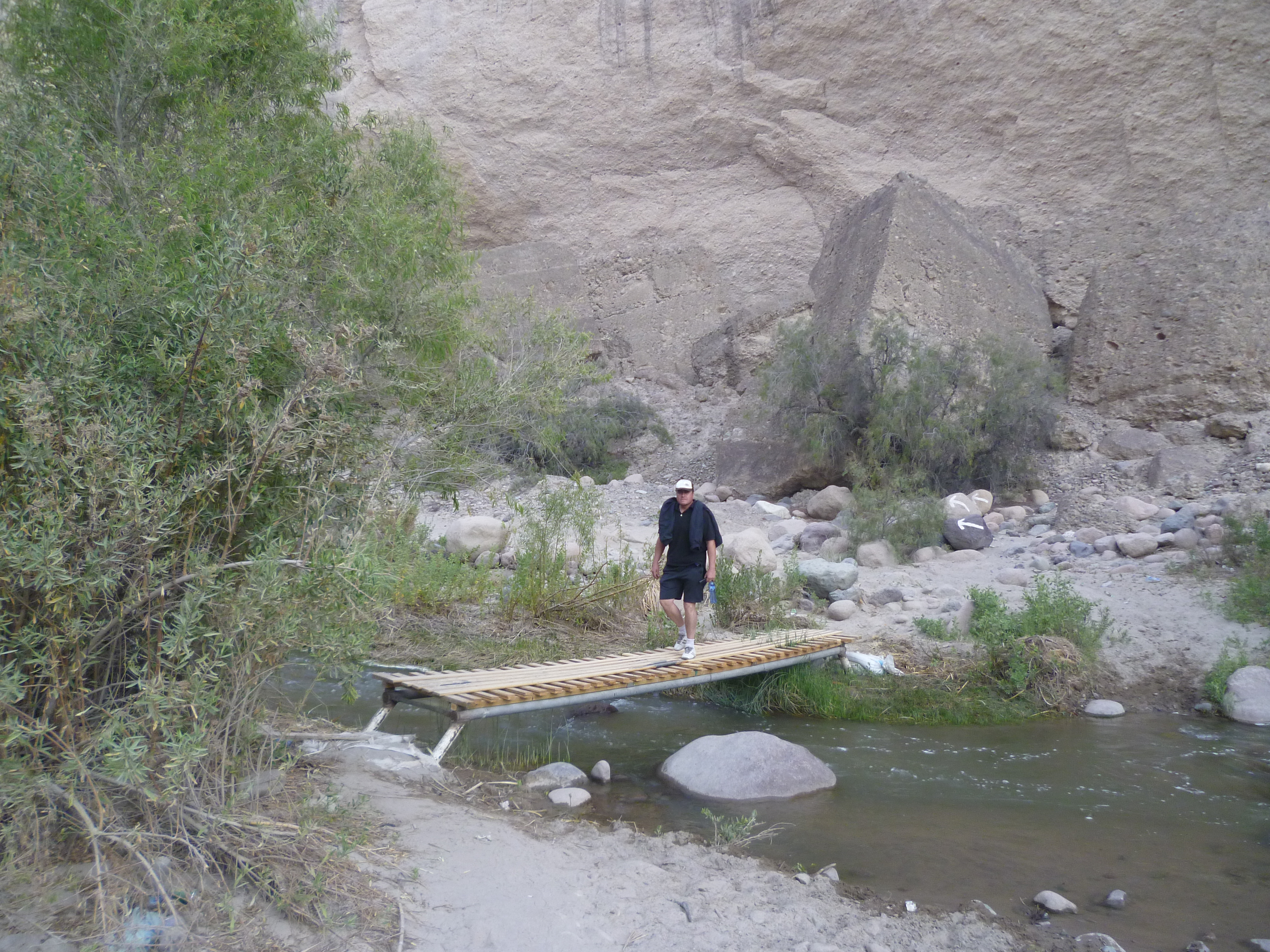
Camino al Santuario por el río

No hay carretera hasta Las Peñas. El asfalto se acaba cuando todavía faltan 20 kilómetros para llegar, y esa distancia hay que cubrirla a pie o a lomo de mula, atravesando el cauce seco del río. Esto anticipa una de las notas predominantes del santuario: el espíritu penitencial.
La ruta de peregrinación se comienza en los paraderos vehiculares, en donde se puede tomar micros o taxis hasta el sector de Chamarcusiña, que es el punto donde se comienza el verdadero peregrinaje hasta Las Peñas (Las salidas de estos vehículos ocurren todo el día y toda la noche durante los 3 días de fiesta). El recorrido a pie por el valle es de 3,5 horas aproximadamente, aunque también depende del ritmo de caminata de cada persona. Si se va de día, es necesario llevar bloqueador solar, gorros, abundante líquido, e implementos de primeros auxilios, y si es de noche es necesario llevar linterna y baterías. Es fácil perderse debido a la complicada e irregular ruta, es por ello que también se recomienda ir cerca de grupos de personas que conozcan el camino.
Ausipar, Pampa Oxavia, Arcune, Pampa Coyote, Sinahualla Apacheta, Humagata, Achuyo, Molino y el ‘‘Caracol’’, son los lugares por donde se circula en los 20 km de caminata. Durante el trayecto se pueden apreciar varios vestigios, sitios arqueológicos y construcciones habitadas anteriormente por los antepasados, como los Petroglifos de Chilpe y Achuyo, las ruinas de Pubrisa y la iglesia de San Santiago de Humagata.
Tras horas de recorrido, el silencio se verá roto por la música de las bandas de bronce. Esto indica que se está próximo a llegar al Santuario.

### Bailes

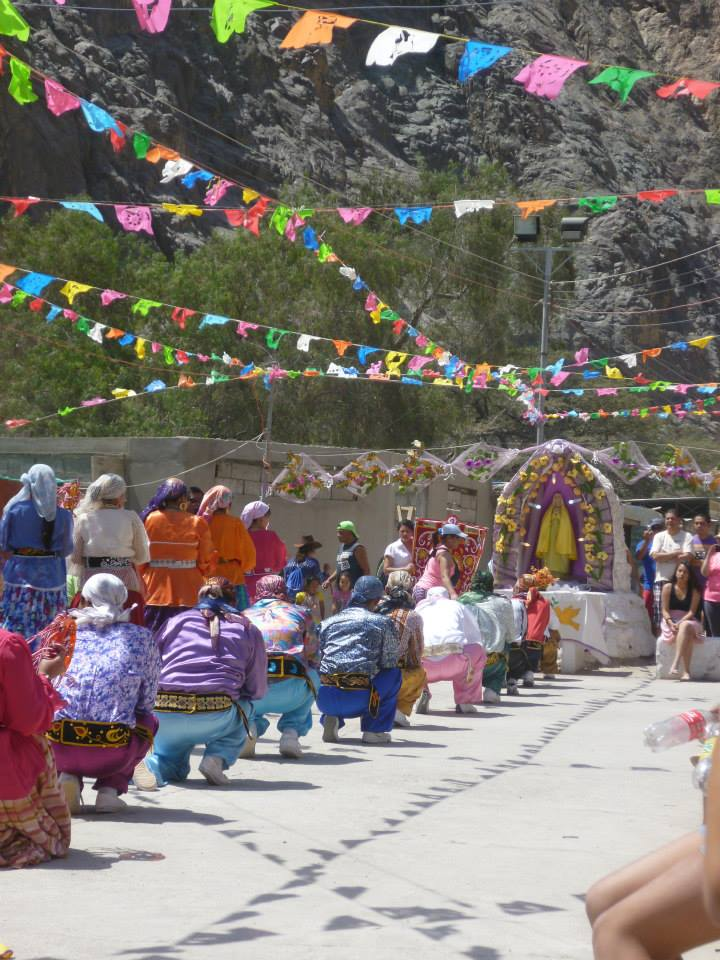
Baile Gitano bailando en la plaza de Livílcar

Los bailes para saludar a la Virgen se iniciaron a fines del siglo XIX, según la “Compañía de Morenos Nº 1 de la Santísima Virgen de las Peñas” de Tacna, 
En aquel entonces, los bailes eran suaves y en ellos participaban los músicos, pero en los años 40 el saludo a la Virgen se vio influenciando por la Fiesta de La Tirana (al interior de Iquique) y el Carnaval de Oruro, debiendo los bailarines ejecutar vigorosos saltos de complicada coreografía, impidiéndoles tocar los instrumentos musicales que originalmente eran zampoñas y otros instrumentos de viento andinos. Por ello, los músicos se hicieron a un lado e incorporaron grandes tambores e instrumentos de viento de bronce.
Las Compañías o Bailes religiosos se dividen en dos tipos: las de Paso y las de Salto. Como su nombre lo indica, las primeras se caracterizan por ejecutar un baile ceremonioso, sus vestimentas se características por ser formales (de terno y corbata), y todas de un mismo color. Antiguamente, muchas de estas llevaban vestón oscuro y pantalón blanco. Muchos de los bailarines llevan las manos enguantadas. Su baile es obviamente lento, por ser de tipo religioso, ajeno a las manifestaciones carnavalescas. Por otra parte, los bailes de “salto” se caracterizan por ejecutar pasos más acrobáticos, sin dejar de lado su presentación respetuosa.
Los bailes religiosos de “Morenos” no tienen orígenes andinos como otros. Estas antiguas cofradías estaban formadas, principalmente, por los afrodescendientes de Arica y Tacna, de ahí su nombre. Existen numerosas de estas cofradías, algunas muy antiguas, siendo la más destacada la “Compañía de Morenos Nº 1 de la Santísima Virgen de las Peñas”. Las ocho compañías más antiguas de esta festividad, son bailes de Morenos.

### La Fiesta

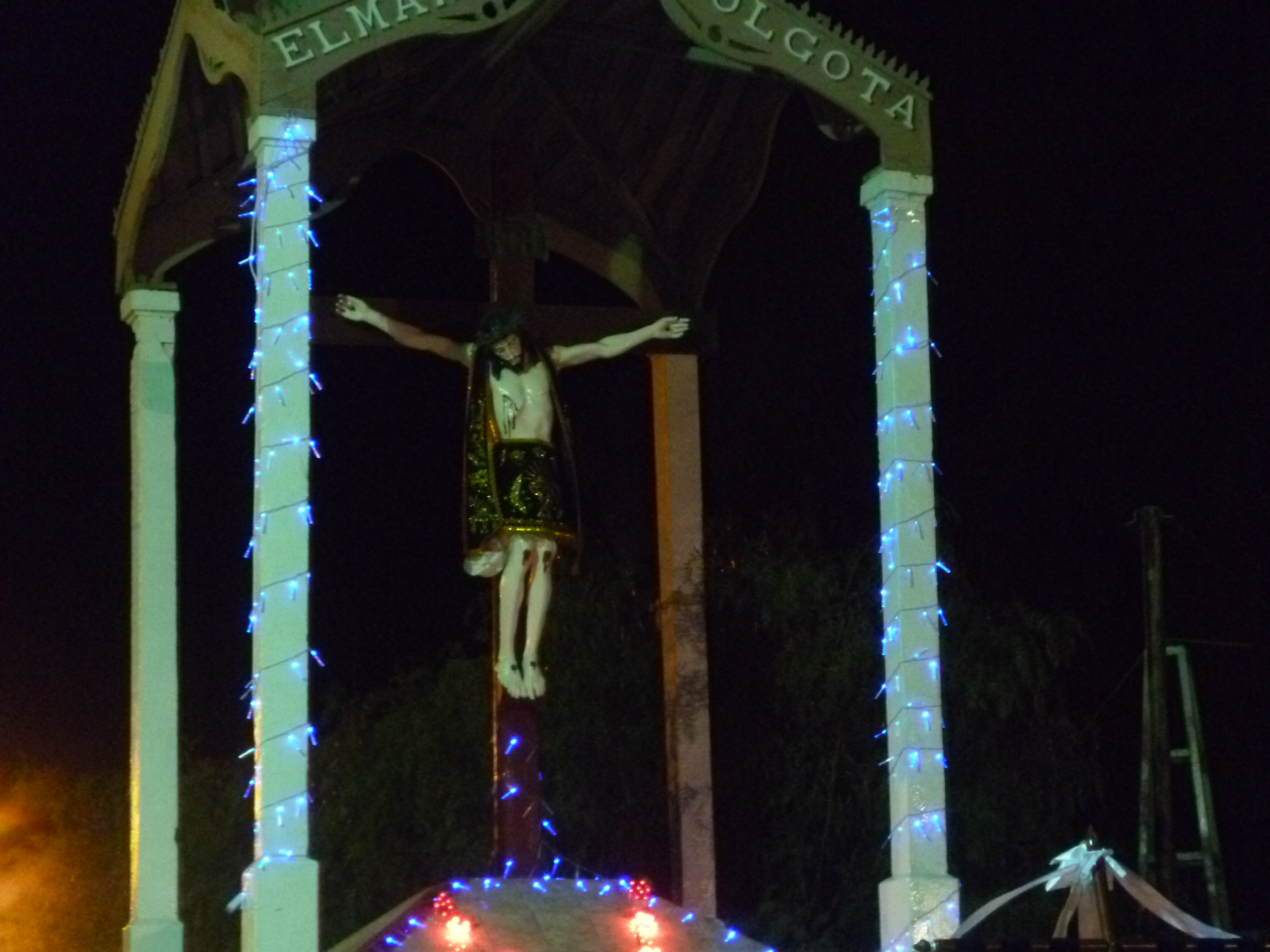
Calvario del Santuario

Las ceremonias de rigor que las compañías de baile deben cumplir en el Santuario, empiezan el día de la Víspera, a las cinco de la mañana, con la “Llegada”. Pero el ritual colectivo exige una llegada oficial de la Compañía en que el Caporal de esta hace su entrada en el pueblo y luego en el templo, para presentarle a la Virgen, el primer homenaje de la peregrinación. Los grupos que van llegando ante ‘‘La Chinita’’ no llevan trajes de baile, ni sencillos ni de gala, sino que cada integrante va de civil, zapatos lustrados y camisa limpia, en señal de su calidad de peregrino-caminante.
La salutación ceremonial consiste en tres inclinaciones del estandarte de los caminantes, ante la imagen milagrosa de la Virgen de las Peñas. Los bailarines entonan el himno de la llegada, cantando a capela. Algunas estrofas de La Llegada:

De día y de noche nos vienes guiando 
por cerros y pampas Madre de Las Peñas. 
Desde lejos Madre vemos tu santuario
con tu poder tan divino llegamos señora. 
No importa el desierto la fe que nos guía
y para aquí encontrarte Virgen de Las Peñas. 
Reina María dejaste tu templo para así
recibirnos a todos contentos. 
Por tus calles vamos cansados y tristes
porque hoy hace un año que nos despediste. 
Aquí nos tienes de rodillas a tus pies
échanos señora vuestra bendición. 
Estamos dichosos Madre cariñosa
Madre que iluminas a seres perdidos. 
A tus pies llegamos con nuestro dolor
los desamparados como tú lo ves. 
Merecen el trono de lirios floridos
Estamos contentos de nuestra presencia

Después de la ‘‘Llegada’’, las compañías de bailes realizan la “Entrada” cantando el himno del “Buenas Días”, luego la “Inspección y Presentación de la tropa” y la “Reverencia Colectiva en Cruz”, y finalmente, se despiden de la Virgen con el himno de “La Retirada”. Y así se repite en la tarde y finalmente en la noche, con los himnos de ‘‘Buenas tardes’’ y ‘‘Buenas noches’’ respectivamente. Durante los días de fiesta se realizan las misas y las procesiones.
Al finalizar la fiesta, los peregrinos y bailarines deben realizar el mismo recorrido de ida a través del imponente valle de Azapa.